# خافيير كوندي (ماتادور)
خافيير كوندي (بالإسبانية: Javier Conde)‏ هو ماتادور إسباني، ولد في 19 يناير 1975 في مالقة في إسبانيا.

## وصلات خارجية
- خافيير كوندي على موقع IMDb (الإنجليزية)